# 광우고속

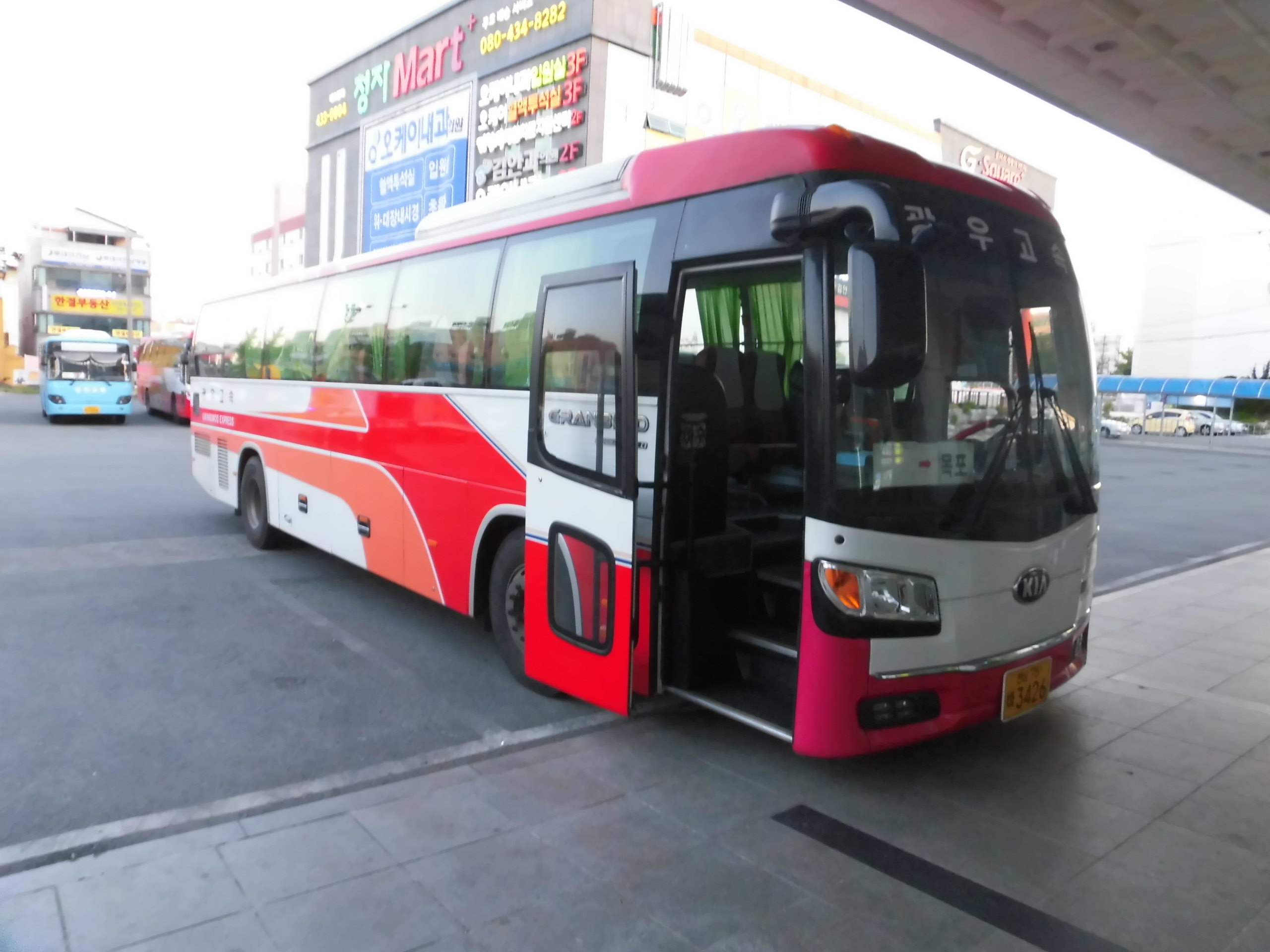
광우고속이 운행하는 3426호 버스

광우고속(光佑高速)은 전라남도의 시외버스 운송 업체이며, 본사는 광주광역시 남구 송암로24번나길 40 (송하동)에 있다.

## 주요 연혁
- 1975년 : 네이버 뉴스 라이브러리에 의하면 금호그룹에 의해 설립했다고 나온다.[1]
- 1992년 : 송광교통을 인수 합병
- 2006년 : 광우교통의 시외버스 사업을 광우고속으로, 순천과 여수의 시내버스 사업을 광우시내로 이원화
- 2014년 : 광우시내 순천시내버스(111번) 사업 철수
- 2022년 : 고속버스 노선 통폐합과 동시에 센트럴시티 첫 입성

## 운행 차량
기아 그랜버드와 현대 유니버스 차량을 주로 운용하고 있다.
현대자동차
- 현대 뉴 슈퍼 에어로시티[2]
- 현대 유니버스 스페이스 엘레강스
- 현대 뉴 프리미엄 유니버스 프라임

기아
- 기아 뉴그랜버드 이노베이션 그린필드
- 기아 그랜버드 슈퍼 프리미엄 그린필드
- 기아 그랜버드 슈퍼 프리미엄 파크웨이

## 운행 노선
시외버스
2015년 11월 기준이다.
| 운행업체 | 보유 노선수 | 보유 노선수 | 보유 노선수 | 보유 노선수 | 등록 대수 | 등록 대수 | 등록 대수 | 등록 대수 | 등록 대수 |
| -------- | ----------- | ----------- | ----------- | ----------- | --------- | --------- | --------- | --------- | --------- |
| 운행업체 | 노선 합계   | 직행        | 일반        | 고속        | 대수 합계 | 직행      | 일반      | 고속      | 예비      |
| 광우고속 | 25          | 25          | -           | -           | 35        | 35        | -         | -         | ?         |

광주(유스퀘어) 출발 노선
- 광주~문화동~곡성~구례(동광고속과 공동운행)[4]
- 광주~문화동~옥과~석곡~광천[5]
- 광주~문화동~옥과~석곡~죽곡[6]
- 광주~학동~소태역~화순~(문덕)~복내~북문~보성~(녹차밭)~(율포)
- 광주~학동~소태역~북문~보성~(녹차밭)~(율포)
- 광주~학동~소태역~화순~곡천~벌교~과역~고흥~녹동(동방고속과 공동운행)[7]
- 광주~진월동~나주~영산포~신북~영암~구림~독천~삼호~목포[8]
- 광주~부천(광신고속, 경기고속, 대원고속)과 공동운행)

목포 출발 노선
- 목포~삼호~독천~성전~강진~장흥~배산~보성~예당~조성~벌교~순천~덕양~여천~여수(금호고속과 공동운행)[9]

시내버스
- 33번 : 미평~서시장~휴게소~신기A~국민은행~쌍봉~석창~덕양~대포~신풍~율촌 (동양교통, 오동운수, 여수여객과 공동 배차)
- 330번 : 미평~서시장~휴게소~신기A~국민은행~쌍봉~석창~덕양~대포~신풍~율촌~호두~대안~순천역 (동양교통, 오동운수, 여수여객과 공동 배차)